# Једном у сто година
Једном у сто година је музички сингл југословенске и српске музичке групе Галија, објављен на винил формату. Издање садржи обраду песама Ми нисмо сами рок групе Филм и Сањам, групе Индекси. Сингл је објављен у оквиру прославе сто година постојања издавачке куће Српска књижевна задруга, концертом у Сава центру 25. децембра 1992. године, када је поклоњен посетиоцима концерта. Материјал је снимљен у студију 5 ПГП РТБ-а у октобру 1992. године.
Аранжман потписује Галија, дизајн је радио Дарко Антић, док је за продукцију био задужен Саша Хабић.